# Colt (оръжие)
Colt е събирателно име за американските револвери, популярни от средата на XIX век, а впоследствие и за автоматични пистолети и картечници, произвеждани във фабриките на Самюъл Колт, по-късно от Colt’s Manufacturing Company.
Револвери с единично действие
- Colt Paterson (1836)
- Colt Walker (1847)
- Colt Dragoon (1848)
- Colt Wells Fargo (1849)
- Colt Navy (1851)
- Colt Army (1860)
- Colt Single Action Army (Peacemaker) (1873)

Револвери с двойно действие
- Colt M1877 (1877)
- Colt Detective Special (1927)
- Colt Cobra (1950)
- Colt Python (1955)
- Colt Mk. III Trooper Lawman (1969)
- Colt Anaconda (1990)

Пистолети
- Colt M1900 (1900)
- Colt M1903 Pocket Hammer (1903)
- Colt M1903 Pocket Hammerless (1903)
- Colt Model 1908 Vest Pocket (1908)
- Colt M1911 (1909)
- Colt Double Eagle (1990)